# Encarnación de Díaz
Encarnación de Díaz ist eine Stadt mit ca. 30.000 und der Hauptort einer aus mehreren Dörfern und Haziendas bestehenden Gemeinde (municipio) von etwa 60.000 Einwohnern im mexikanischen Bundesstaat Jalisco. Der historische Friedhof der Stadt gehört seit dem Jahr 2010 zum UNESCO-Weltkulturerbe des Camino Real de Tierra Adentro.

## Lage und Klima
Die Stadt Encarnación de Díaz liegt knapp 480 km (Fahrtstrecke) nordwestlich von Mexiko-Stadt in einer mittleren Höhe von ca. 1850 m; bis nach Guadalajara sind es ca. 175 km in südwestlicher Richtung. Das Klima ist warm; Regen (ca. 600 mm/Jahr) fällt ganz überwiegend im Sommerhalbjahr.

## Bevölkerungsentwicklung
| Jahr      | 2000   | 2005   | 2010   |
| Einwohner | 20.772 | 22.902 | 25.010 |

Der leichte aber stetige Bevölkerungszuwachs beruht im Wesentlichen auf der immer noch anhaltenden Zuwanderung von Familien aus den Dörfern der Umgebung.

## Wirtschaft
Die Viehzucht (Rinder, Schafe, Ziegen, Schweine) spielt die wichtigste Rolle im Leben der Gemeinde; daneben sind auch der Anbau von Getreide (Mais, Weizen, Gerste) und der Obst- und Gemüseanbau (Bohnen, Chilis, Tomaten, Kaktusfeigen, Pfirsiche, Birnen, Feigen etc.) von Bedeutung. In der Stadt selbst haben sich Kleinhändler, Handwerker und Dienstleister aller Art angesiedelt.

## Geschichte
Vor der Ankunft der Spanier gehörte die Gegend zum Siedlungsgebiet der Chichimeken. Die im Jahr 1760 von Manuel Agustín Calvillo gegründete Stadt lag nahe der „Silberstraße“ (Camino Real de Tierra Adentro), die von Mexiko-Stadt über Guanajuato nach Zacatecas und weiter Richtung Norden verlief.

## Sehenswürdigkeiten
- Die Hauptkirche der Stadt (Parroquia de Nuestra Señora de la Encarnación) ist ein zweitürmiger Bau der 18. Jahrhunderts; wie bei vielen Kirchen Mexikos ist nur der Mittelteil der Fassade mit dem von einem Vielpassbogen überfangenen Portal geschmückt. Das Untergeschoss der beiden Türme ist dagegen weitgehend schmucklos, wohingegen die zurückgestuften Geschosse im oberen Teil reich gegliedert sind und in kleinen Laternen enden. Die einschiffige Kirche hat Seitenaltäre und ein Querhaus; die Vierung ist von einer belichteten Kuppel überwölbt.
- Die ebenfalls zweitürmige Jesus-Maria- und Josef-Kirche ist ein von einer riesigen Kuppel überwölbter Zentralbau aus den Jahren 1865 bis 1881 mit zahlreichen neogotischen Elementen im Äußeren und im Inneren.
- Hauptsehenswürdigkeit der Stadt ist der bereits im 18. Jahrhundert angelegte, aber im 19. Jahrhundert vergrößerte Friedhof (Cementerio del Señor de la Misericordia) mit seinen zahlreichen Wandgräbern, in welchen auch mumifizierte Leichen gefunden wurden.
- In der Nähe befindet sich das in den 1980er Jahren neu erbaute Museo de las Ánimas de la Encarnación, welches neben einigen Mumien auch präspanische Keramikfunde präsentiert.